# Padideh Kamali-Zare
Padideh Kamali-Zare, född i Iran 1980, är en iransk företagsledare och forskare inom bioteknik verksam i USA. 

## Biografi
Kamali-Zare växte upp i Iran. Hon antogs 2004 till KTH:s tvååriga masterprogram i biologisk fysik och neurovetenskap och disputerade 2010 med en avhandling om modellering av biofysiska mekanismer omkring mänskliga hjärnceller. Hon fortsatte sedan som post-doc vid New York University (NYU) där hon blev Adjunct Assistant Professor i neurovetenskap innan hon 2016 grundade företaget Darmiyan i San Francisco.
Företaget har utvecklat en teknologi "det virtuella mikroskopet" kallad Brainsee där man med AI analyserar bilder från MRI-undersökningar och från detta kan dra slutsatser om status och prognos för sjukdomsförlopp i hjärnan, bland annat demenssjukdomar.
Kamali-Zare tilldelades 2023 KTH:s Innovation Award med motiveringen: "Mottagaren av KTH Innovation Award 2023 tar sig an en av vår tids största hälsoutmaningar: demens. Att se sin mormor drabbas av Alzheimers sjukdom tände en gnista som tog henne genom studier och forskning inom Biologisk Fysik vid KTH till att grunda och bygga ett företag som utvecklar banbrytande lösningar för tidig upptäckt av neurodegenerativ sjukdom. Hennes arbete håller på att bli en viktig pusselbit i kampen mot demens. KTH Innovation Award 2023 går till Padideh Kamali-Zare, grundare av Darmiyan."

## Utmärkelser
- 2023 – KTH:s Innovation Award för utveckling av banbrytande medicinteknik med målet att hjälpa patienter med hjärnsjukdomar som Alzheimers till förbättrad hälsa och vård.[5]